# U21 (ドイツ潜水艦・初代)
SM U 21は、ドイツ帝国海軍の潜水艦である。1910年11月25日に、同型艦のSM U 19、SM U 20、SM U 22とともにカイザーリヒ・ヴェルフト・ダンツィヒ造船所で起工され、1913年2月8日に同地から進水した。
U-21は、史上初めて（自航式）魚雷で敵艦を撃沈した潜水艦である。アメリカ連合国海軍の潜水艇H・L・ハンリーは南北戦争時代の1864年に合衆国海軍の敵艦（USSフーサトニック）を撃沈しているが、その時に使用されたのは外装水雷（刺突爆雷の一種）である。

## 概要
U-21は、第一次世界大戦の直前にドイツ軍のために建造されたUボートである。 4隻建造されたタイプU-19クラスの潜水艦の3番艦であり、これらはドイツ軍でディーゼルエンジンを搭載した最初のUボートである。 U-21は4門の魚雷発射管と1門の艦砲を備えていた。のちに1門の砲が追加された。
1914年9月5日、オットー・ハーシング中尉率いるU 21は、スコットランド東海岸フォース湾沖で、巡洋艦パスファインダー率いる第8駆逐艦隊と遭遇した。パスファインダーは燃料の石炭不足のため5ノットの船速しか出しておらず、格好の標的となった。魚雷はパスファインダーの弾薬室のすぐ脇、船体の非装甲部分に命中して爆発、船は数分で沈没した。259名の船員が命を落とし、救助されたのはわずか11名であった。'U-21はパスファインダーを撃沈したことにより、魚雷で船を沈めた初めての潜水艦になった。
U-21はまた、イギリス海峡とアイリッシュ海で、当時まだ有効だった「巡洋船（クルーザー）のルール」の規則（「海戦法に関するロンドン宣言」等）に完全に従って、いくつかの輸送船を沈めた。
1915年初頭、ガリポリの戦いのさ中、英仏からの攻撃に対してオスマン帝国を支援するため、U-21は地中海に移動した。到着後まもなく、彼らがガリポリでオスマン帝国の陣地を攻撃している間、U-21はイギリス戦艦トライアンフとマジェスティックを撃沈した。
1916年の地中海では2月にフランスの装甲巡洋艦アミラル・シャルネを沈めるなど、さらなる成功を収めた。
1916年を通じ、ドイツはまだイタリアと開戦しておらず、ドイツ海軍の旗の下ではイタリアの軍艦を合法的に攻撃することができなかったため、 U-21はオーストリアハンガリー海軍のU-36として活躍した。
U-21は1917年3月にドイツに戻り、英国の海上輸送に対する無制限潜水艦作戦に参加した。 1918年に、U-21は最前線の戦闘任務から撤退し、新人乗組員のための訓練潜水艦として再就役した。U-21は戦争を生き残ったが、1919年にイギリスの軍艦による曳航中に沈没した。
U-21はその通商破壊活動において、40隻、合計113,580総トンの船を沈めた。さらに2隻、合計8,918総トンの船舶を損傷させた。撃沈した船舶には2隻の戦艦と2隻の巡洋艦が含まれていた。 

## 戦果要約
| 日時             | 船名               | 所属国籍       | トン数 | 末路 |
| ---------------- | ------------------ | -------------- | ------ | ---- |
| 5 September 1914 | パスファインダー   | イギリス海軍   | 2,940  | 沈没 |
| 23 November 1914 | Malachite          | United Kingdom | 718    | 沈没 |
| 26 November 1914 | Primo              | United Kingdom | 1,366  | 沈没 |
| 30 January 1915  | Ben Cruachan       | United Kingdom | 3,092  | 沈没 |
| 30 January 1915  | Kilcoan            | United Kingdom | 456    | 沈没 |
| 30 January 1915  | Linda Blanche      | United Kingdom | 369    | 沈没 |
| 25 May 1915      | トライアンフ       | イギリス海軍   | 11,985 | 沈没 |
| 27 May 1915      | マジェスティック   | イギリス海軍   | 14,900 | 沈没 |
| 4 July 1915      | Carthage           | フランス       | 5,601  | 沈没 |
| 1 February 1916  | Belle of France    | United Kingdom | 3,876  | 沈没 |
| 8 February 1916  | アミラル・シャルネ | フランス海軍   | 4,750  | 沈没 |
| 30 April 1916    | City of Lucknow    | United Kingdom | 3,669  | 沈没 |
| 26 October 1916  | Marina G.          | イタリア王国   | 154    | 沈没 |
| 28 October 1916  | Gilda R.           | イタリア王国   | 37     | 沈没 |
| 28 October 1916  | Tre Fratelli D.    | イタリア王国   | 190    | 沈没 |
| 31 October 1916  | Glenlogan          | United Kingdom | 5,838  | 沈没 |
| 1 November 1916  | Bernardo Canale    | イタリア王国   | 1,346  | 沈没 |
| 1 November 1916  | Torero             | イタリア王国   | 767    | 沈没 |
| 2 November 1916  | San Antonio O.     | イタリア王国   | 113    | 沈没 |
| 3 November 1916  | San Giorgio        | イタリア王国   | 258    | 沈没 |
| 23 December 1916 | Benalder           | United Kingdom | 3,044  | 損傷 |
| 16 February 1917 | Mayola             | United Kingdom | 146    | 沈没 |
| 16 February 1917 | Rose Dorothea      | United Kingdom | 147    | 沈没 |
| 17 February 1917 | Emilia I           | ポルトガル     | 25     | 沈没 |
| 17 February 1917 | Lima               | ポルトガル     | 108    | 沈没 |
| 20 February 1917 | Cacique            | フランス       | 2,917  | 沈没 |
| 22 February 1917 | Bandoeng           | オランダ       | 5,851  | 沈没 |
| 22 February 1917 | Eemland            | オランダ       | 3,770  | 沈没 |
| 22 February 1917 | Gaasterland        | オランダ       | 3,917  | 沈没 |
| 22 February 1917 | Jacatra            | オランダ       | 5,373  | 沈没 |
| 22 February 1917 | Noorderdijk        | オランダ       | 7,166  | 沈没 |
| 22 February 1917 | Normanna           | ノルウェー     | 2,900  | 沈没 |
| 22 February 1917 | Zaandijk           | オランダ       | 4,189  | 沈没 |
| 22 February 1917 | Menado             | オランダ       | 5,874  | 損傷 |
| 22 April 1917    | Giskö              | ノルウェー     | 1,643  | 沈没 |
| 22 April 1917    | Theodore William   | ノルウェー     | 3,057  | 沈没 |
| 29 April 1917    | Askepot            | ノルウェー     | 1,793  | 沈没 |
| 30 April 1917    | Borrowdale         | ロシア帝国     | 1,268  | 沈没 |
| 3 May 1917       | Lindisfarne        | ロシア帝国     | 1,703  | 沈没 |
| 6 May 1917       | Adansi             | United Kingdom | 2,644  | 沈没 |
| 8 May 1917       | Killarney          | United Kingdom | 1,413  | 沈没 |
| 27 June 1917     | Baltic             | スウェーデン   | 1,125  | 沈没 |